# Єгорово (Нижньогородська область)
Єгорово (рос. Егорово) — присілок в Воскресенському районі Нижньогородської області Російської Федерації.
Населення становить 255 осіб. Входить до складу муніципального утворення Єгоровська сільрада.

## Історія
Від 2009 року входить до складу муніципального утворення Єгоровська сільрада.

## Населення
| 1999 | 2002 | 2010 |
| ---- | ---- | ---- |
| 309  | ↘281 | ↘255 |